# Wayne Pullen
Wayne Pullen (* 27. Februar 1945 in Vancouver) ist ein kanadischer Bogenschütze.

## Leben
Pullen nahm an den Olympischen Spielen 1972 in München teil und beendete das Einzel auf Rang 41.
1973 gehörte er dem kanadischen Team an, das die Kontinentalmeisterschaften für sich entscheiden konnte. 1975 und 1981 war er kanadischer Meister. Zudem gewann er bei den Weltmeisterschaften 1971 sowohl im Einzel als auch mit der Mannschaft die Bronzemedaille.